# Brigade Golani
La brigade Golani (en hébreu חֲטִיבַת גּוֹלָנִי) – également dénommée 1re Brigade – est une brigade d'infanterie israélienne subordonnée à la 36e division et traditionnellement associée au Commandement nord. La brigade est constituée de cinq bataillons : deux (les 12e et 13e) remontent à la création de la brigade ; un autre (le 51e) a été transféré de la 5e brigade Guivati et deux bataillons sont des unités de forces spéciales.
La brigade fut formée le 22 février 1948 pendant la guerre d'indépendance de l'État d'Israël, lorsque la brigade Levanoni de Galilée fut scindée en deux pour former la 1re brigade Golani positionnée à l'est, le long du Golan, et la 2e brigade Carmeli, positionnée près du Mont Carmel. Elle a depuis participé à toutes les guerres et à presque toutes les grandes opérations militaires menées par Israël : la  crise du canal de Suez, la guerre des Six Jours, la guerre d'usure, la guerre du Kippour, l'opération Litani, les première et seconde guerres au Liban, et à de nombreuses opérations pendant les intifadas palestiniennes. Plusieurs de ses unités prirent également part au raid d'Entebbe.
Sa composition démographique se distingue par une surreprésentation des religieux juifs par rapport au reste de la population, particulièrement parmi les commandants depuis les années 2000.
L'emblème de la brigade est un arbre vert sur un fond jaune, et ses soldats portent un béret marron. C'est une des unités d'infanterie les plus décorées de l'Armée de défense d'Israël. Deux de ses commandants, Mordechai Gur et Gabi Ashkenazi, sont devenus chefs d'état-major de Tsahal. De nombreux autres ont atteint le grade de major-général.

## Histoire

### Fondation et organisation initiale

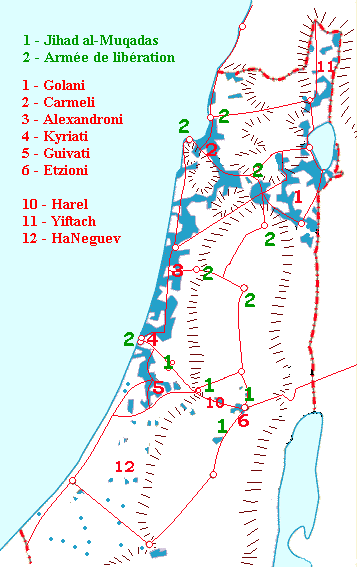
Ordre de la bataille

Début 1948, la guerre civile fait rage en Palestine mandataire. La communauté juive se prépare à la confrontation avec les armées arabes et ses deux forces paramilitaires principales, la Haganah et le Palmah, sont petit à petit réorganisés. Le Haut-Commandement établit un plan, dénommé Plan Daleth qui prévoit la mise sur pied de neuf brigades régionales :
- la brigade Levanoni au nord est scindée le 28 février en la 1re brigade Carmeli au nord-ouest et 2e brigade Golani au nord-est[1] ;
- la 3e brigade, Alexandroni, est établie dans la plaine de Sharon ;
- la 4e brigade, Kiryati (en), est établie dans la zone de Tel Aviv ;
- la 5e brigade, Guivati, est établie dans le Shéphélah ;
- la 6e brigade, Etzioni (en), dans la région de Jérusalem.

Les numéros 7 à 9 sont réservés pour de futures brigades et :
- la 10e brigade, Harel, est positionnée sur la route entre Tel Aviv et Jérusalem ;
- la 11e brigade, Yiftah, est positionnée entre Safed et Tibériade ;
- la 12e brigade, HaNeguev, est répartie entre les différentes implantations du Néguev et de la Bande de Gaza.

La zone des opérations de la Golani comprenait la plupart de la basse Galilée, la vallée de Jezreel, la vallée du Jourdain et la vallée de Huleh. Elle s'étendait jusqu'à Jalame et à Bat Shlomo à l'ouest. Les centres de population les plus importants sous sa protection étaient Tibériade et Beisan. La nouvelle brigade comportait cinq bataillons initialement en sous-effectifs et son quartier général était situé à Yavne'el :
| Numéro                                                      | Nom    | Signification                              | Théâtre                                            | Commentaires                                                                  |
| ----------------------------------------------------------- | ------ | ------------------------------------------ | -------------------------------------------------- | ----------------------------------------------------------------------------- |
| 11                                                          | Alon   | Chêne                                      | Galilée supérieure (« Tel Hai »)                   | Transféré à la 9e brigade Oded (en) en mai 1948                               |
| 12                                                          | Barak  | Éclair                                     | Basse Galilée et vallée du Jourdain (« Benjamin ») |                                                                               |
| 13                                                          | Gideon | Gédéon                                     | Est de la vallée de Jezreel (« Siméon »)           |                                                                               |
| 14                                                          | Dror   | Nommé d'après son commandant, Ya'akov Dror | vallée de Jezreel (« Levi »)                       |                                                                               |
| 15                                                          | Goren  | Nommé d'après son commandant, Moshe Goren  | vallée du Jourdain                                 | Créé pour assister le bataillon lors des batailles dans la vallée du Jourdain |
| Sources : Baltheim (1982), p. 30–31 ; Etzioni (1951), p. 5. |        |                                            |                                                    |                                                                               |

### Première guerre israélo-arabe

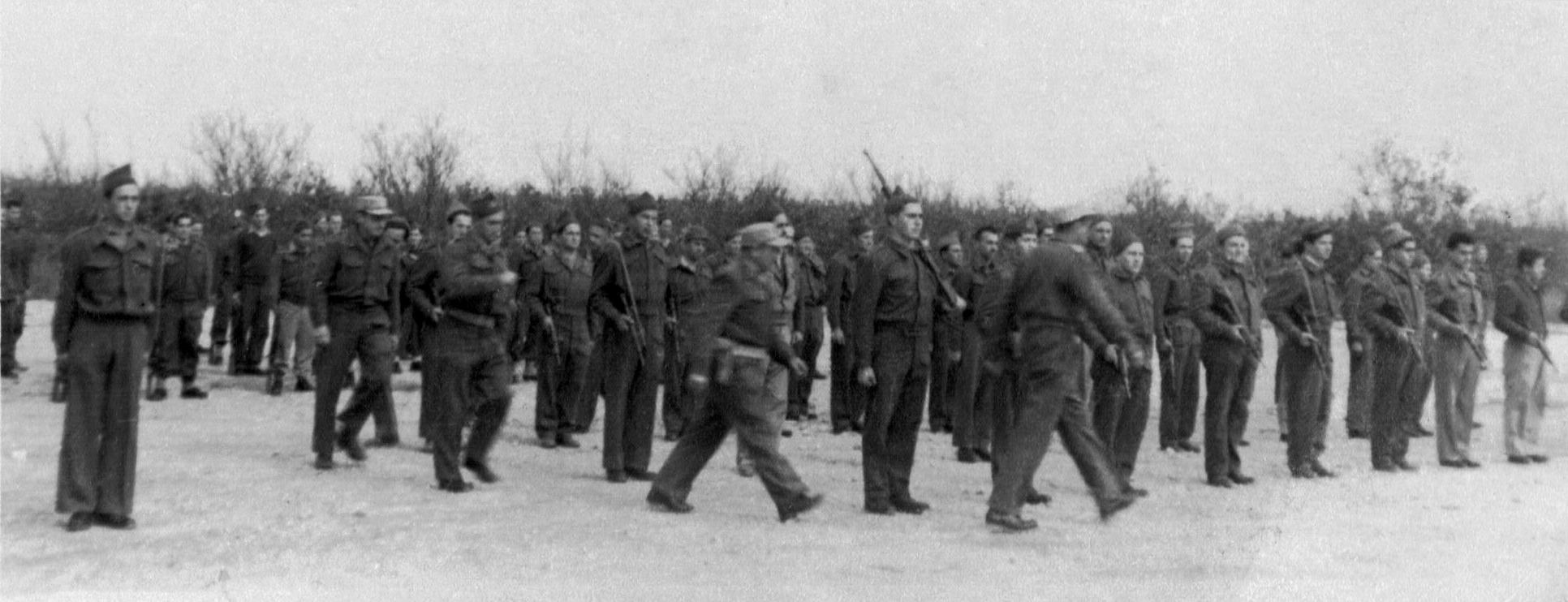
Enrôlement à la Golani avant l'opération Ouvda.

Pendant la guerre civile de 1947–1948 en Palestine sous mandat britannique, la Golani participa principalement aux attaques contre les villes mixtes de Tibériade, Safed et Beït Shéan en avril et mai 1948.
Le 12 avril, la brigade s’empare de Khirbat Nasr al-Din et y massacre 12 à 22 habitants (sur 90). Elle reçoit la marche à suivre du plan Daleth début mars, et l’ordre de commencer la destruction des villages le 6 mai. Dès le lendemain, le 12e bataillon s’empara de Shajara le 6 mai 1948 et le 13e s’empara Beit Shean le 12 mai,. Après ces opérations, la partie nord-est du secteur de la brigade (la zone de Tel Haï, 11e bataillon) qui avait déjà acquis une certaine indépendance, fut transférée à la Brigade Oded (en) notamment. En décembre 1948, les 14e et 15e bataillons furent fusionnés en un bataillon mécanisé.
La première action impliquant la Golani après l'offensive arabe du 15 mai fut la défense de Degania contre l'armée syrienne pendant les batailles de la vallée de Kineret. Des unités du bataillon Barak, avec des renforts de l'Yiftah du Palmah repoussèrent avec succès l'attaque. La brigade repoussa également avec succès les forces irakiennes à la bataille de Gesher plus au sud. Une fois les batailles dans la vallée du Jourdain terminées, la Golani passa à l'offensive, attaquant bon nombre de villages arabes dans son secteur, en finissant par lancer une offensive sur Jénine en coopération avec la Brigade Carmeli le 2 juin 1948 mais l'attaque finit par être repoussée.
Pendant les batailles des dix jours entre la première et la seconde trêve de la guerre (du 8 au 18 juillet 1948), la Golani réussit à repousser l'attaque de l'Armée de libération arabe (ALA) sur Sejera depuis Lubya et aida à la conquête de Nazareth et enfin Lubya lors de l'opération Dekel. La Golani participa aussi à l'opération Hiram en octobre 1948, où elle commença par monter des attaques de diversion par le Sud, puis elle conquit Eilabun, Mughar, Rameh et d'autres villages dans la zone du premier bataillon Yarmouk de l'ALA.
En décembre 1948, la brigade fut en majeure partie transférée vers le Sud pour les besoins de l'opération Horev. La Golani combattit contre les Égyptiens dans la Bande de Gaza, pendant l'opération Assaf, la bataille de la cote 86 et plus tard dans les combats autour de Rafah,. En mars 1949, la brigade reçut pour ordre de capturer Umm-Rashrash (Eilat) avec la 7e brigade. La Golani avança dans la région d'Arava à l'est, et arriva deux heures après la 7e. Ce fut la dernière opération de la guerre.

### Conflits frontaliers et crise de Suez
Après la guerre israélo-arabe de 1948, la brigade Golani participa à un bon nombre de raids de représailles dans la première moitié des années 1950. En 1951, une patrouille syrienne pénétra dans la zone démilitarisée près de Tel Mutilla et fut attaquée par des réservistes des forces de défense israéliennes (FDI). La Golani renforça un bataillon de réserve et prit part à une bataille qui dura cinq jours, occasionnant la mort de 40 soldats et 72 blessés. La bataille entraîna un grand nombre de changements dans la doctrine des FDI et fut un catalyseur de la création de l'Unité 101. Le 28 octobre 1955, après un incident frontalier avec l'Égypte le long de la zone démilitarisée d'Auja al-Hafir, la Golani fut chargée de mener l'opération Volcano, une attaque de l'armée égyptienne dans cette zone et la plus grande opération militaire depuis la guerre de 1948.
Pendant la crise de Suez en 1956, la brigade reçut pour mission de capturer la zone autour de la ville de Rafah. Le 51e bataillon, anciennement rattaché à la Guivati, mena l'assaut sur le carrefour de Rafah. Les hommes reçurent l'ordre d'abandonner leurs véhicules après avoir atteint un champ de mines et être pris sous le feu de l'artillerie égyptienne, bien que les sapeurs de la brigade aient lentement créé un corridor pour le passage d'une colonne de véhicules, et le bataillon captura les positions égyptiennes prévues. Le 12e bataillon captura des positions sur la route allant de Rafah à Khan Younès, et le 13e des positions au sud de Rafah.
Au début de l'année 1960, après un incident frontalier sur les conséquences du conflit israélo-syrien au sujet de l'eau, la Golani détruisit le village abandonné d'al-Tawafiq, qui surplombait Tel-Qatzir et était utilisé comme base militaire par les Syriens. En mars 1962, la Golani lança l'opération Swallow contre les Syriens à Nuqeib sur la rive orientale de la mer de Galilée, en réponse au harcèlement constant des pêcheurs israéliens sur le lac par les Syriens. En mai 1965, dans le cadre d'une opération plus importante, la Golani mena un raid sur Shunat Nimrin en Jordanie.

### Guerre des Six Jours
Le 7 juin 1967, des éléments de la Golani rejoignirent les troupes blindées lors de l'attaque israélienne sur Naplouse, conquérant la ville vers 15 h 0,. Le reste des forces de la Golani étaient gardées dans le Nord pour la poussée prévue contre l'armée syrienne sur le plateau du Golan. Selon le plan, le 12e bataillon devait conquérir Tel Faher et Burj Babil, Banias, Tel Hamra et Ayn Fit. Le 51e devait prendre Bahriat, Tel Azaziat et Khirbet as-Suda. Le 13e bataillon fut laissé en tant que réserve opérationnelle dans la pointe nord-est d'Israël.
Le 9 juin, le 51e bataillon franchit la frontière et avança au nord, le long de la route de patrouille syrienne. La 3e compagnie tourna vers l'est pour découvrir que Bahriat était abandonné, et la 2e compagnie tourna vers l'ouest et flanqua Tel Azaziyat. Les soldats tombèrent sur un champ de mines et furent contraints d'abandonner leurs half tracks, avançant vers les tranchées de Tel Azaziyat à pied. La bataille continua entre 16 h 21 et 17 h 6, se terminant par une reddition syrienne. À 16 h 46, la 3e compagnie conquit Khirbet as-Suda et prit le contrôle d'un char T-54. Pendant ce temps, le 12e bataillon se divisa pour attaquer Burj Babil et Tel Faher. Les forces à Tel Faher rencontrèrent une résistance acharnée et la 2e compagnie, qui se trouvait à Burj Babil fut appelée en renfort. Vers 16 h 20, la position au sud de Tel Faher était prise. À 17 h 30, l'unité de reconnaissance de la Golani vint depuis le sud-est pour renforcer le 12e bataillon et vers 18 h 20, Tel Faher était entre les mains israéliennes.
Le 13e bataillon fut appelé pour aider la 8e brigade qui opérait dans le même secteur. Il aida à la capture de positions au nord de Za'ura et du village de Jbab al-Mis au sud. Juste avant l'aube, le 51e prit Banias d'assaut et le conquit, suivi par des renforts de la 45e brigade qui avait conquis Tel Hamra un peu plus au nord. Pendant la guerre, la Golani perdit 59 hommes et eut 160 blessés, dont 23 lors de la bataille de Tel Faher,,.

### Activités de contre-terrorisme entre les guerres
Après la guerre des Six Jours, l'activité dans le nord d'Israël, où la Golani était basée, fut principalement limitée à des raids contre les bases des fedayin (guérilleros) en Jordanie, au Liban et en Cisjordanie (désormais sous contrôle israélien). Les objectifs de ces raids étaient d'éliminer les bases des fedayin pour éviter les attaques contre les Israéliens. Les trois raids principaux contre la Jordanie pendant cette période furent : l'attaque du village Wadi al-Yabis le long de la rivière Tirat Tzvi ; l'attaque sur la Position du Cône le long de Ashdot Ya'akov et l'attaque sur le canal et la ligne de défense de Ghor.
Le raid sur Wadi al-Yabis, dont le nom de code était opération Asuta 12, fut mené par l'unité de reconnaissance de la Golani et le 12e bataillon le 4 mai 1969. Les forces ne rencontrèrent aucune résistance et revinrent après avoir rempli leur mission de destruction d'un certain nombre de structures. La Position du Cône (nommé à cause d'un bâtiment conique sur les collines) fut attaqué par l'unité de reconnaissance en juillet 1969. Les guérilleros prirent la fuite, mais alertèrent les Jordaniens qui ouvrirent le feu avec leur artillerie sur les Israéliens. Après avoir fait sauter deux bunkers, les Israéliens repartirent. La destruction du canal du Ghor fut une mesure de représailles contre les fermiers jordaniens du secteur, depuis lequel de nombreuses attaques de la guérilla contre les fermiers israéliens étaient planifiées. Les trois positions le défendant ne remarquèrent pas les forces israéliennes. Tandis que l'attaque ne se déroulait pas comme prévu, les bombes posées près du canal ayant prématurément détoné, le canal fut néanmoins détruit et l'eau se retira dans la rivière Yarmouk.
Sur le front libanais, la Golani participa à de nombreux raids au sud et à l'est du Liban. En octobre 1969, les forces de la brigade attaquèrent Itarun (opération Double Bass 1), Tel Sadr al-Arus et 'Arab Zahiran. vingt-quatre bâtiments furent détruits dans les trois villages. Une autre opération, Double Bass 10, impliqua un raid de représailles sur Kfar Kila le 2 janvier 1970 en réponse au kidnapping d'un vieux garde de Metula par le Fatah deux jours plus tôt. Un autre raid de représailles eut lieu le 27 décembre 1970, contre le village de Yatar, une base importante de la guérilla. Une attaque de grande ampleur fut menée en réponse au carnage lors de la prise d'otages aux Jeux olympiques de Munich. Le 16 septembre 1972, l'opération Extended Turmoil 4 fut lancées contre des bases au sud-Liban, qui abritaient environ 600 combattants. Les forces de la Golani atteignirent le fleuve Litani à l'est, tandis que les parachutistes atteignaient Juwaya juste au sud du fleuve. La plupart des guérilleros ne combattirent pas les Israéliens et choisirent la retraite, bien qu'environ 40 d'entre eux furent tués,.
Dans la bande de Gaza, la Golani opéra selon la nouvelle doctrine des FDI pour le contre-terrorisme, qui appelait à l'utilisation de tactiques de guérilla, et l'utilisation d'équipes réduites en terrain ouvert. Pendant cette période, les unités de la Golani furent aussi stationnées le long de la Ligne Bar Lev et elles participèrent à la guerre d'usure, plus particulièrement dans le secteur de Qantara Est.

### Guerre du Yom Kippour
Comme le reste des FDI, la brigade Golani fut prise par surprise par la première attaque arabe de la guerre du Kippour. Le secteur de la brigade sur le plateau du Golan était tenu par un effectif réduit et la plupart des unités étaient soit en permission ou se préparaient pour une importante cérémonie prévue. Les Syriens attaquèrent dans trois endroits principaux : près de Khushniya, de Kuneitra et de Mas'ada. La position du 13e bataillon sur le Mont Hermon fut enlevée le 6 ou 7 octobre 1973. La brigade reçut pour mission de défendre le nord du Golan, en préparation d'une percée pour reprendre le mont Hermon.
Après avoir aidé à repousser deux offensives majeures syriennes, les forces blindées rejoignirent la bataille dans le secteur et donnèrent à la Golani le temps de se réorganiser. Une force septentrionale et une méridionale furent créées, la force méridionale prenant et défendant des positions importantes au cœur du Golan, y compris Nafakh, une base militaire et un carrefour sur la Route du Pétrole. Le 10 octobre, le secteur du Golan sous responsabilité de la brigade était à nouveau sous contrôle israélien, et les Syriens étaient repoussés sur la Purple Line. Le commandant du 12e bataillon fut cependant tué lors de la bataille pour le Mont Varda. Les Israéliens passèrent à l'offensive dans le Golan septentrional le 11 octobre. Le 12e bataillon conquit Jubata al-Khashab et Tel al-Ahmad, et plus tard prit position et repoussa les attaques syriennes à Mazra'at Beit Jan. Le 51e prit Tel ad-Dahur, et après une attaque ratée sur Beit Jann, prit le village d'Hadar.
Après les événements du 6 octobre, Israël était déterminé à reprendre le Mont Hermon, surnommé les « yeux du pays ». La seconde bataille du Mont Hermon commença le 8 octobre, quand le 17e bataillon engagea des chars et des half tracks sur les pentes du mont Hermon, mais l'attaque échoua et le bataillon enregistra 25 tués et 57 blessés. Pendant les treize jours qui suivirent, les Israéliens échangèrent des tirs d'artillerie avec les Syriens sur le mont Hermon, mais l'attaque suivante ne survint que le 21 octobre. L'opération Dessert vit une force combinée de parachutistes et de la Golani reprendre la montagne. La Golani monta une attaque sur trois axes avec le 51e bataillon, l'unité de reconnaissance et un bataillon motorisé. L'unité de reconnaissance captura la position du véhicule de transmissions à l'aube. La bataille s'acheva à 11 h 0, quand le 51e bataillon rapporta avoir capturé la position israélienne sur le Golan.
Après la guerre du Yom Kippour, les forces de la Golani furent engagées dans la guerre d'usure contre la Syrie jusqu'à l'accord de désengagement du 31 mai 1974. Après la signature de l'accord, la brigade, qui avait perdu beaucoup de ses officiers supérieurs pendant la guerre, fut transférée dans la péninsule du Sinaï pour se reconstituer et s'entraîner. Ils furent ramenés sur le plateau du Golan au début de l'année 1975.

### Opérations au Sud-Liban et première guerre du Liban
Pendant les années 1970, la Golani mena des raids fréquents au Liban du Sud dans le cadre de sa lutte contre les attaques terroristes et les raids de la guérilla du Fatah palestinien. En juillet 1976, des soldats de la Golani ont participé au raid d'Entebbe en Ouganda. En mars 1978, avec le lancement de l'opération Litani, la majorité de la brigade fit mouvement pour capturer le village d'al-Hiyam. Le 12e bataillon captura Marjayoun et Rashaya al-Fukhar,. Après avoir pris le contrôle de ces villages, les unités de la Golani retournèrent en Israël et avancèrent vers l'ouest le long du fleuve Litani, conquérant bon nombre de villages et en s'arrêtant à Abbasiya, juste à l'est de Tyr.
Pendant l'opération Paix en Galilée, qui deviendra plus tard la Première guerre du Liban, le 51e bataillon de la Golani combattit à proximité de Nabatieh et le 6 juin 1982, l'unité de reconnaissance attaqua le château de Beaufort tenu par l'OLP,. Le 12e bataillon fut rattaché à la brigade blindée Barak (en), avec une poussée envisagée le long de la bande côtière libanaise vers Tyr. Cette force captura les villages de Doha et de Kafr Sil les 9 et 10 juin 1982, dans les faubourgs de Beyrouth. La brigade prit aussi part au siège de Beyrouth, où ses unités ont été présentes jusqu'à la fin de la guerre en septembre 1982.

### Augmentation de la proportion des religieux depuis les années 2000
Traditionnellement les laïcs occupaient une place importante dans l'armée israélienne, et les ultra-orthodoxes juifs refusaient d'effectuer leur service militaire dans l'armée d'un Etat dont ils ne reconnaissent pas la légitimité - car il s'agit d'un Etat proclamé par les hommes, avant la venue du messie. Toutefois, la composition démographique des troupes intègre de plus en plus de religieux dès les années 1990. « Le corps des officiers de la brigade d’élite Golani est désormais largement peuplé de diplômés d’extrême droite religieux des écoles préparatoires », estime en 2009 Moshe Halbertal, coauteur d'un code d’éthique militaire, selon lequel la droite religieuse israélienne voit désormais dans l'armée un moyen de changer l'état d'esprit de la société.
En 2010, « six des sept lieutenants-colonels de la brigade Golani sont des religieux et, dès l’été 2010, leur commandant sera lui-même religieux ». A la même date « deux colonels sur six de la brigade Golani et des paras sont également des nationaux-religieux ». De plus, en 2010, 20% des commandants vivent dans les colonies israéliennes. Selon une enquête de l'organisation Keshev  sur les tentatives publiques d'affaiblir les institutions démocratiques, les soldats de la Brigade Golani collaborent de manière plus ou moins discrète avec les colons, notamment dans la ville palestinienne d’Hébron. Cette connivence permet aux colons de commettre des violer la loi dans leur manière de traiter les habitants palestiniens.
De même en 2011, l'universitaire Yagil Levy qui analyse les relations entre l'armée et la société israélienne, souligne le fait que les commandants de la brigade Golani sont en majorité des religieux.
En 2024, selon Libération, les soldats de la brigade Golani sont pour 50% d'entre eux des religieux, alors que 12% de la population israélienne se définit comme religieuse.

### Seconde Intifada et après
Deux ans après le début de la Seconde Intifada en 2000, Israël lança l'opération Rempart en réponse aux attaques palestiniennes de plus en plus nombreuses contre les soldats et les civils israéliens. La Golani participa à de nombreuses batailles contre les activistes palestiniens, y compris le siège de la Mukataa à Ramallah, la capture de Tulkarem et la bataille de Djénine.
Lors de la seconde guerre du Liban en juillet 2006, la Golani participa à la bataille de Maroun al-Ras et les 12e et 51e bataillons combattirent pendant la bataille de Bint Jbeil.
La brigade Golani participa aussi à l'opération Plomb durci. Le 6 janvier 2009, trois soldats de la brigade furent tués dans le nord de Gaza par un tir fratricide. Trois autres soldats furent sévèrement blessés et vingt autres ont été plus légèrement touchés. Le 20 juillet 2014, au cours de la guerre de Gaza de 2014, 13 de ses soldats sont tués.

### Guerre à Gaza depuis 2023
À la suite de l'attaque du Hamas contre Israël le 7 octobre, la brigade est engagée dans l'offensive terrestre israélienne de 2023 dans la bande de Gaza. Le 13 novembre, la brigade Golani de Tsahal occupe le parlement de la bande de Gaza, abandonné par le Hamas,. 36 soldats de la brigade se font photographier à la tribune du parlement, plusieurs d'entre eux y brandissant le drapeau d'Israël ou celui de leur unité,. La photo est diffusée dans la soirée sur les médias sociaux.
Neuf soldats de Tsahal de la brigade, dont le lieutenant-colonel Tomer Greenberg, sont tués dans une embuscade le 13 décembre, alors qu'ils tentent de porter assistance à un groupe de soldats pris dans une embuscade, ce qui entraîne l'une des plus grandes pertes pour l'armée depuis le début de l'opération terrestre,.
Le 22 décembre 2023, le 13e bataillon de la brigade Golani est retiré de la bande de Gaza pour une période de repos de 48 heures après 21 jours de combats intenses lors du siège de la ville de Gaza au cours desquels l'unité signale avoir réussi à nettoyer le quartier en dénombrant 44 tués au combat depuis le 7 octobre. Selon les médias iraniens, ce retrait signifie une défaite israélienne.
Le 23 mars 2025, des soldats de la brigade Golani ont ouvert le feu sur plusieurs véhicules humanitaires, dont 5 ambulances et un camion de pompier, et tué 15 secouristes palestiniens à Rafah. Les corps ne sont retrouvés qu'une semaine plus tard, enterrés dans une fosse commune, tandis qu'un secouriste est toujours détenu par les forces israéliennes. À la suite d'une enquête de l'armée israélienne sur le massacre, Yehuda Vach, commandant adjoint de la brigade est renvoyé pour avoir "fourni un rapport incomplet et inexact", et une plainte pour génocide, crimes de guerre ainsi que crimes contre l'humanité est déposée à son encontre à la cour pénale internationale.

## Insigne

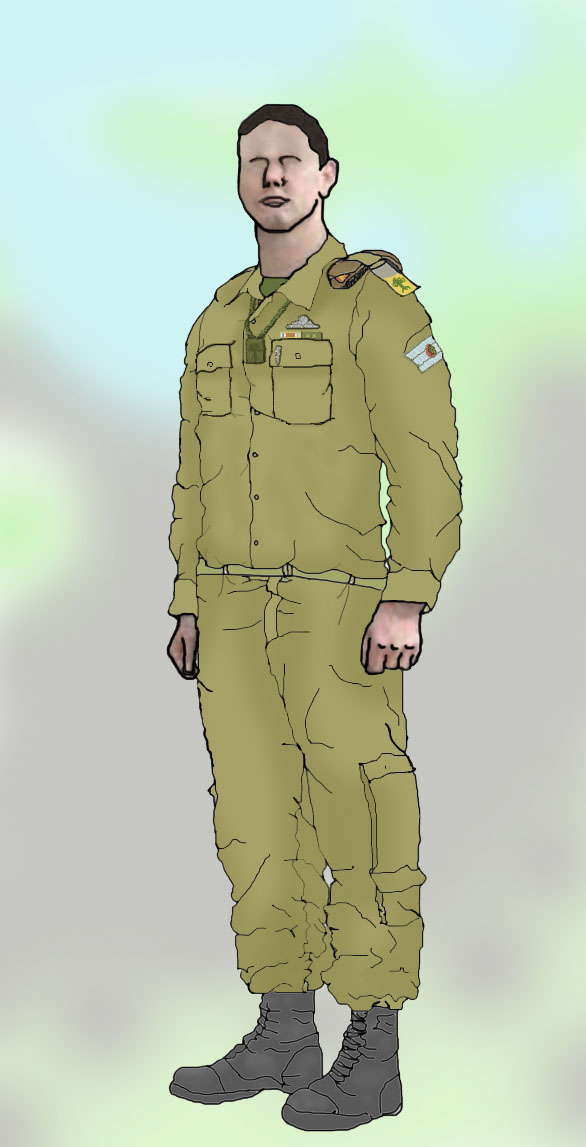
Un soldat de la brigade Golani, en uniforme (infirmier de la compagnie de forces spéciales, avec le ruban de la Seconde guerre du Liban et la citation).

Le symbole de la brigade est un olivier vert avec ses racines sur un fond jaune. Il a été dessiné par l'officier de renseignement du 12e bataillon, qui venait du kibboutz Beït-Keshet, où l'on fait pousser de nombreux oliviers. Les couleurs vert et jaune symbolisent les vertes collines de la Galilée où était stationnée la brigade lors de sa création, et l'olivier est connu pour ses fortes racines qui pénètrent le sol en profondeur et assurent son maintien, reflétant le lien entre la brigade et l'héritage de l'État d'Israël. Le fond jaune sur lequel repose l'arbre reflète le rôle de la brigade au sud du pays pendant la guerre de 1948, quand elle prit le contrôle d'Umm-Rashrash, maintenant Eilat, la ville la plus au sud d'Israël.[citation nécessaire]
Les premiers soldats de la Golani étaient des fermiers et des nouveaux immigrants, alors le fort lien avec le sol (la terre) était important à symboliser. Pour cette raison, les soldats de la Golani sont identifiés par des bérets marron. Le marron symbolise le lien de la brigade avec la terre d'Israël. 
Brigade Golani 
Beaucoup ne savent pas, mais depuis sa création et jusqu'en 1976, les soldats de la brigade Golani étaient chapeau vert olive, comme celle du Corps général. Cette même année, les soldats de la brigade ont choisi le béret de la nouvelle couleur brune qui symbolise la terre, le sol et les racines des arbres comme le signe (l’emblème) de la Division souligne également l'amour du lien et de la protection du pays.
L'hymne officiel de la brigade Golani a été écrit par Amos Ettinger, composé par Efi Netzer et popularisé par Yoram Gaon. L'hymne mentionne les nombreuses batailles de la brigade, avec des références à Rafah pendant la guerre dans le Sinaï, à Tel Faher pendant la guerre de Six Jours et au mont Hermon pendant la guerre du Yom Kippour.

## Mémorial
En Galilée supérieure, au nord de Haïfa au carrefour Golani, le musée de la brigade Golani commémore la brigade et ses morts. Cet endroit est aussi utilisé pour les cérémonies des bataillons.

## Équipement
Le fusil d'assaut standard de la brigade est le CTAR-21 Tavor Commando. Les autres armes d'infanterie sont la mitrailleuse légère Negev, le FN MAG, le M24 SWS et le M2 Browning. Les roquettes et missiles comprennent le M72 LAW, le RPG-7, le Rafael MATADOR, le TOW et la famille des Spike.
L'équipement de la brigade Golani comporte un certain nombre de véhicules de transport de troupes lourds Achzarit, qui sont construits sur une base d'un châssis de char T-55 reconditionné avec un nouveau moteur de 850 cv. L'Achzarit est un véhicule très lourdement blindé conçu pour les besoins du combat en milieu urbain, après que les M113 israéliens se sont révélés insuffisamment blindés contre les véhicules piégés, les mines et les roquettes antichars. Depuis 2008, ils sont remplacés par le Namer, un transport de troupes blindé lourd amélioré basé sur un châssis de Merkava.

## Unités
| Numéro                                  | Nom                                                                                      | Nom                                 | Signification                      | Désignation                        | Année/circonstances de rattachement                                                                                         |
| --------------------------------------- | ---------------------------------------------------------------------------------------- | ----------------------------------- | ---------------------------------- | ---------------------------------- | --- |
| 12                                      | Bataillon Barak                                                                          | Bataillon Barak                     | Eclair                             | Infanterie                         | 1948 (depuis la création de la brigade)                                                                                     |
| 13                                      | Bataillon Gideon                                                                         | Bataillon Gideon                    | Gédéon                             | Infanterie                         | 1948 (depuis la création de la brigade)                                                                                     |
| 51                                      | Bataillon HaBok'im HaRishon                                                              | Bataillon HaBok'im HaRishon         | Premiers à percer                  | Infanterie                         | 1956, après le démantèlement de la brigade Guivati d'origine                                                                |
| 621                                     | Unité de reconnaissance Egoz                                                             | Unité de reconnaissance Egoz        | Noix                               | Forces spéciales anti-guérilla     | 1995: L'unité fut recréée dans le commandement nord et rattachée à la Golani, considérée comme la brigade de la région Nord |
|                                         | Bataillon de reconnaissance (Gadsar) (commun à toutes les brigades d'infanterie des FDI) | Compagnie Orev                      | Corbeau                            | Lutte antichars (Forces spéciales) | |
| Compagnie du génie                      | Bataillon de reconnaissance (Gadsar) (commun à toutes les brigades d'infanterie des FDI) |                                     | Génie militaire (Forces spéciales) |                                    | |
| Compagnie de reconnaissance             | Bataillon de reconnaissance (Gadsar) (commun à toutes les brigades d'infanterie des FDI) |                                     | Reconnaissance (Forces spéciales)  |                                    | |
| 351                                     | Compagnie de transmissions (Palhik)                                                      | Compagnie de transmissions (Palhik) |                                    | Transmissions                      | |
| Source : Site web de la brigade Golani. |                                                                                          |                                     |                                    |                                    | |

## Commandants de la brigade Golani

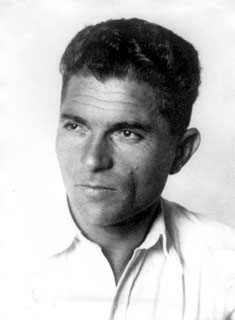
Moshe Mann, le premier commandant de la Golani.

| Année(s)                                     | Nom                       | Événements pendant le commandement | Rang de sortie                     |
| -------------------------------------------- | ------------------------- | ---------------------------------- | ---------------------------------- |
| Février-mai 1948                             | Moshe Mann                | Batailles de la vallée de Kinneret | Lieutenant-Colonel                 |
| Mai–juillet 1948                             | Mishael Shaham            | Bataille de Djénine                | Colonel                            |
| 1948–1950                                    | Nahum Golan (Spiegel)     | opération Hiram, opération Ouvda   | Brigadier-Général                  |
| 1950                                         | Dan Laner                 |                                    | Major-Général                      |
| 1950–1951                                    | Avraham Yoffe             |                                    | Major-Général                      |
| 1951–1952                                    | Meir Amit (Slutzky)       |                                    | Major-Général                      |
| 1952–1954                                    | Asaf Simhoni              |                                    | Major-Général                      |
| 1954–1955                                    | Issachar Shadmi           |                                    | Brigadier-Général                  |
| 1955–1956                                    | Haim Ben David            |                                    | Major-Général                      |
| 1956–1957                                    | Binyamin Gibli            | Crise du canal de Suez             | Colonel                            |
| 1957–1958                                    | Aharon Doron              |                                    | Major-Général                      |
| 1958–1960                                    | Elad Peled                |                                    | Major-Général                      |
| 1960–1961                                    | Aharon Yariv (Rabinovich) |                                    | Major-Général                      |
| 1961–1963                                    | Mordechai Gur             |                                    | Général                            |
| 1963–1965                                    | Uri Bar Ratzon            |                                    | Colonel                            |
| 1965–1966                                    | Shlomo Alton              |                                    | Colonel (mort au combat)           |
| 1966–1968                                    | Yona Efrat                | Guerre des Six Jours               | Major-Général                      |
| 1968–1970                                    | Yekutiel Adam             |                                    | Major-Général (mort au combat)     |
| 1970–1972                                    | Yehuda Golan              |                                    | Brigadier-Général                  |
| 1972–1974                                    | Amir Drori                | Guerre du Kippour                  | Major-Général                      |
| 1974–1975                                    | Uri Simhoni               | Guerre d'usure avec la Syrie       | Major-Général                      |
| 1975–1976                                    | Haim Binyamini            |                                    | Brigadier-Général                  |
| 1976–1977                                    | Uri Saguy (Eisenberg)     |                                    | Major-Général                      |
| 1977–1978                                    | Amir Reuveni              | Opération Litani                   | Brigadier-Général                  |
| 1978–1980                                    | David Katz                |                                    | Brigadier-Général                  |
| 1980–1981                                    | Ilan Biran                |                                    | Major-Général                      |
| 1981–1982                                    | Erwin Lavi                | Première guerre du Liban           | Brigadier-Général                  |
| 1982–1984                                    | Immanuel Hert             |                                    | Brigadier-Général                  |
| 1984–1986                                    | Tzvi Poleg (Farkash)      |                                    | Brigadier-Général                  |
| 1986–1987                                    | Gabi Ofir                 |                                    | Major-Général                      |
| 1987–1988                                    | Gabi Ashkenazi            |                                    | Lieutenant général                 |
| 1988–1990                                    | Baruch Spiegel            |                                    | Brigadier-Général                  |
| 1990–1991                                    | Moshe Tzin                |                                    | Brigadier-Général                  |
| 1991–1993                                    | Yair Naveh                |                                    | Major-Général                      |
| 1993–1995                                    | Moshe Kaplinsky           |                                    | Major-Général                      |
| 1995–1997                                    | Erez Gerstein             |                                    | Brigadier-Général (mort au combat) |
| 1997–1999                                    | Gadi Eizenkot             |                                    | Major-Général[1]                   |
| 1999–2001                                    | Shmuel Zakai              |                                    | Brigadier-Général                  |
| 2001–2003                                    | Moshe Tamir               | Opération Rempart                  | Brigadier-Général                  |
| 2003–2005                                    | Erez Tzukerman            |                                    | Brigadier-Général                  |
| 2005–2008                                    | Tamir Yadai               | Conflit israélo-libanais de 2006   | Brigadier-Général[1]               |
| 2008–2010                                    | Avi Peled                 | Opération Plomb durci              | Colonel[1]                         |
| 2010–2012                                    | Ofek Buchris              |                                    | Brigadier-Général[1]               |
| 2012–2014                                    | Yaniv Asor                |                                    | Colonel[1]                         |
| 2014–                                        | Ghassan Elian             |                                    | Colonel[2]                         |
| 1. - en service actif 2. - commandant actuel |                           |                                    |                                    |